# 开放式关系

代表多元之爱和非一夫一妻制的紫色莫比乌斯标志。

开放式关系（英語：open relationship）是一种不排他的人际亲密关系，处在这种关系中的双方愿意保持恋爱、伴侣或婚姻关系，但又不受主流的單配偶制的限制，接受或容许双方或仅其中一方与第三者发生性关系或浪漫關係。开放式关系有各種型態，它的界限取决于双方如何协议。協議內容可能制定親密與身體接觸上的接受程度。性行为與更進一步的身體親密行為，或金錢規範、約會、過節、過夜、帶回家、面見家人等具體境遇，或是與第三者維持關係的時長，或毫不設限。开放式关系多样而灵活，双方的关系可能不断变化，与第三者的关系也有协调的余地，所以开放式关系是可以发展的。這相對於傳統的「封閉式」關係，即雙方同意只與對方在一起。

## 婚姻
开放式婚姻是开放式关系的婚姻形式，一般被视为近义词。这种关系建立在相同的基础上，双方坦诚相待，任一方都有在对方知情并许可的前提下与第三者发生亲密关系的自由。
Janus於1993年以1,800人為樣本的報告，Oprah.com於2007年對14,000人的調查，分別均顯示，21%的人表示參與了開放式婚姻。

## 概念辨析
“开放式关系”一词有时被用作“多元之愛”（Polyamory）的同义词，但两者实质不同。開放式關係強調以既有的親密關係為中心，開放性關係或浪漫關係；而多元之愛著重在愛，且可愛戀不止一人。二者實例有交集，但互不包含。一個多元之愛組合可能是開放式關係，也可能是排他性關係（多角忠貞），後者不容許組合以外的人介入親密關係。一組開放式關係的參與者或僅許愛一人，即僅容性關係或浪漫關係開放，或可以愛多人，後者即屬多元之愛。在實務中，开放式关系大多被理解为性关系的开放，少有准许移情別戀。